# Angelica Dibiase
Angelica Dibiase (Matera, 28 gennaio 1992) è una giocatrice di calcio a 5 italiana, portiere del Montesilvano.

## Carriera
Cresce a Salandra, comune della Basilicata dove inizia a giocare a calcio a 5 e viene tesserata all'età di 14 anni nella Polisportiva Salandra. In seguito, con l'Ita Salandra vince il campionato regionale lucano e partecipa per la prima volta alla Serie A nel 2011.
Dopo quattro campionati di massima serie con le lucane, gioca per una stagione con l'Olimpus Roma e per tre stagioni dal 2016 al 2019 con la Kick Off, con cui conquista una Coppa Italia.
Nel 2019 passa al Città di Falconara con cui vince la Coppa Italia 2021 e arriva in finale scudetto, persa poi contro il Montesilvano. L'anno successivo è quello dello storico Triplete nazionale: alza la Supercoppa Italiana a dicembre, la Coppa Italia ad aprile e lo Scudetto in gara 3 il 12 giugno 2022. Per due anni consecutivi è nella top ten dei Futsal Awards nella categoria miglior portiere del mondo, con un settimo posto nel 2020 e sesto nel 2021.
Il campionato successivo conferma la striscia positiva di vittorie con la conquista della Supercoppa Italiana 2022 nella finale di Genzano contro il Real Statte e, il 22 dicembre, del titolo continentale al termine dell'European Women's Futsal Tournament 2022, la Champions del calcio a 5 femminile. Nell'estate 2023 approda al Montesilvano, con cui raggiunge le semifinali dei play-off scudetto e della Coppa Italia. Dopo la stagione trascorsa con il club abruzzese, torna nella nativa Basilicata sposando il progetto del CMB.

## Palmarès

### Club
- : Scudetto 1

Città di Falconara: 2021-22
- Coppa Italia: 3

Kick Off: 2018-2019
Città di Falconara: 2020-2021, 2021-2022
- Supercoppa Italiana: 2

Città di Falconara: 2021, 2022
- European Women's Futsal Tournament: 1

Città di Falconara: 2022

### Individuali
- MVP della finale di Coppa Italia 2020-2021

- 7^ miglior portiere al mondo ai Futsal Awards 2020

- 6^ miglior portiere al mondo ai Futsal Awards 2021

- MVP dell'European Women's Futsal Tournament 2022